# Goggitsch (Gemeinde St. Margarethen an der Raab)
Goggitsch ist eine Ortschaft und eine Katastralgemeinde der Marktgemeinde St. Margarethen an der Raab in der Steiermark.
Das Dorf liegt in einem Seitental der Raab, das von Goggitschbach gebildet wurde, und besteht aus den Ortsteilen Goggitsch-Zerstreute Häuser, Kaplanberg, Langegg und einer Einzellage. Seit 1968 ist Goggitsch ein Teil der Großgemeinde St. Margarethen. Am 1. Jänner 2024 hatte die Ortschaft 284 Einwohner.